# Seznam zmagovalcev Odprtega prvenstva Francije - ženske posamično
Seznam zmagovalcev teniškega turnirja Odprto prvenstvo Francije med ženskami posamično.

## Zmagovalke po letih
| Leto      | Zmagovalka              | Druga                    | Rezultat finala      |
| --------- | ----------------------- | ------------------------ | -------------------- |
| 1897      | Francoise Masson        | P. Girod                 | 6-3, 6-1             |
| 1898      | Francoise Masson        |                          |                      |
| 1899      | Francoise Masson        |                          |                      |
| 1900      | Helene Prevost          |                          |                      |
| 1901      | P. Girod                | Leroux                   | 6–1, 6–1             |
| 1902      | Francoise Masson        | P. Girod                 | 6–0, 6–1             |
| 1903      | Francoise Masson        | Kate Gillou              | 6-0, 6-8, 6-0        |
| 1904      | Kate Gillou             | Francoise Masson         |                      |
| 1905      | Kate Gillou             | Yvonne de Pfeffel        | 6-0, 11-9            |
| 1906      | Kate Gillou Fenwick     | Virginia MacVeagh        |                      |
| 1907      | Comtesse de Kermel      | Catherine d'Elva         | 6–1 pred.            |
| 1908      | Kate Gillou Fenwick     | A. Pean                  | 6–2, 6–2             |
| 1909      | Jeanne Matthey          | Abeille Villard-Gallay   | 10–8, 6–4            |
| 1910      | Jeanne Matthey          | Germaine Golding         | 1—6, 6—1, 9—7        |
| 1911      | Jeanne Matthey          | Marguerite Broquedis     | 6–2, 7–5             |
| 1912      | Jeanne Matthey          | Marie Danet              | 6–2, 7–5             |
| 1913      | Marguerite Broquedis    | Jeanne Matthey           | 6–3, 6–3             |
| 1914      | Marguerite Broquedis    | Suzanne Lenglen          | 5-7, 6-4, 6-3        |
| 1915 1919 | Prva svetovna vojna     | Prva svetovna vojna      | Prva svetovna vojna  |
| 1920      | Suzanne Lenglen         | Marguerite Broquedis     | 6-1, 7-5             |
| 1921      | Suzanne Lenglen         | Germaine Golding         | b.b.                 |
| 1922      | Suzanne Lenglen         | Germaine Golding         | 6-4, 6-0             |
| 1923      | Suzanne Lenglen         | Germaine Golding         | 6-1, 6-4             |
| 1924      | Diddie Vlasto           | Jeanne Vaussard          | 6-2, 6-3             |
| 1925      | Suzanne Lenglen         | Kitty McKane             | 6-1, 6-2             |
| 1926      | Suzanne Lenglen         | Mary Browne              | 6-1, 6-0             |
| 1927      | Kea Bouman              | Irene Peacock            | 6-2, 6-4             |
| 1928      | Helen Wills Moody       | Eileen Bennett           | 6-1, 6-2             |
| 1929      | Helen Wills Moody       | Simone Mathieu           | 6-3, 6-4             |
| 1930      | Helen Wills Moody       | Helen Hull Jacobs        | 6-2, 6-1             |
| 1931      | Cilly Aussem            | Betty Nuthall            | 8-6, 6-1             |
| 1932      | Helen Wills Moody       | Simone Mathieu           | 7-5, 6-1             |
| 1933      | Margaret Scriven        | Simone Mathieu           | 6-2, 4-6, 6-4        |
| 1934      | Margaret Scriven        | Helen Hull Jacobs        | 7-5, 4-6, 6-1        |
| 1935      | Hilde Sperling          | Simone Mathieu           | 6-2, 6-1             |
| 1936      | Hilde Sperling          | Simone Mathieu           | 6-3, 6-4             |
| 1937      | Hilde Sperling          | Simone Mathieu           | 6-2, 6-4             |
| 1938      | Simone Mathieu          | Nelly Landry             | 6-0, 6-3             |
| 1939      | Simone Mathieu          | Jadwiga Jedrzejowska     | 6-3, 8-6             |
| 1940 1945 | Druga svetovna vojna    | Druga svetovna vojna     | Druga svetovna vojna |
| 1946      | Margaret Osborne        | Pauline Betz             | 1-6, 8-6, 7-5        |
| 1947      | Pat Todd                | Doris Hart               | 6-3, 3-6, 6-4        |
| 1948      | Nelly Landry            | Shirley Fry              | 6-2, 0-6, 6-0        |
| 1949      | Margaret Osborne duPont | Nelly Adamson-Landry     | 7-5, 6-2             |
| 1950      | Doris Hart              | Pat Todd                 | 6-4, 4-6, 6-2        |
| 1951      | Shirley Fry             | Doris Hart               | 6-3, 3-6, 6-3        |
| 1952      | Doris Hart              | Shirley Fry              | 6-4, 6-4             |
| 1953      | Maureen Connolly        | Doris Hart               | 6-2, 6-4             |
| 1954      | Maureen Connolly        | Ginette Bucaille         | 6-4, 6-1             |
| 1955      | Angela Mortimer         | Dorothy Knode            | 2-6, 7-5, 10-8       |
| 1956      | Althea Gibson           | Angela Mortimer          | 6-0, 12-10           |
| 1957      | Shirley Bloomer         | Dorothy Knode            | 6-1, 6-3             |
| 1958      | Zsuzsi Körmöczy         | Shirley Bloomer          | 6-4, 1-6, 6-2        |
| 1959      | Christine Truman        | Zsuzsi Körmöczy          | 6-4, 7-5             |
| 1960      | Darlene Hard            | Yola Ramírez             | 6-3, 6-4             |
| 1961      | Ann Haydon Jones        | Yola Ramírez             | 6-2, 6-1             |
| 1962      | Margaret Smith          | Lesley Turner            | 6-3, 3-6, 7-5        |
| 1963      | Lesley Turner           | Ann Haydon Jones         | 2-6, 6-3, 7-5        |
| 1964      | Margaret Smith          | Maria Bueno              | 5-7, 6-1, 6-2        |
| 1965      | Lesley Turner           | Margaret Smith           | 6-3, 6-4             |
| 1966      | Ann Haydon Jones        | Nancy Richey             | 6-3, 6-1             |
| 1967      | Françoise Dürr          | Lesley Turner            | 4-6, 6-3, 6-4        |
| 1968      | Nancy Richey            | Ann Haydon Jones         | 5-7, 6-4, 6-1        |
| 1969      | Margaret Smith Court    | Ann Haydon Jones         | 6-1, 4-6, 6-3        |
| 1970      | Margaret Smith Court    | Helga Niessen            | 6-2, 6-4             |
| 1971      | Evonne Goolagong        | Helen Gourlay            | 6-3, 7-5             |
| 1972      | Billie Jean King        | Evonne Goolagong         | 6-3, 6-3             |
| 1973      | Margaret Smith Court    | Chris Evert              | 6-7, 7-6, 6-4        |
| 1974      | Chris Evert             | Olga Morozova            | 6-1, 6-2             |
| 1975      | Chris Evert             | Martina Navrátilová      | 2-6, 6-2, 6-1        |
| 1976      | Sue Barker              | Renáta Tomanová          | 6-2, 0-6, 6-2        |
| 1977      | Mima Jaušovec           | Florenta Mihai           | 6-2, 6-7, 6-1        |
| 1978      | Virginia Ruzici         | Mima Jaušovec            | 6-2, 6-2             |
| 1979      | Chris Evert             | Wendy Turnbull           | 6-2, 6-0             |
| 1980      | Chris Evert             | Virginia Ruzici          | 6-0, 6-3             |
| 1981      | Hana Mandlíková         | Sylvia Hanika            | 6-2, 6-4             |
| 1982      | Martina Navrátilová     | Andrea Jaeger            | 7-6(6), 6-1          |
| 1983      | Chris Evert             | Mima Jaušovec            | 6-1, 6-2             |
| 1984      | Martina Navrátilová     | Chris Evert              | 6-3, 6-1             |
| 1985      | Chris Evert             | Martina Navrátilová      | 6-3, 6-7(4), 7-5     |
| 1986      | Chris Evert             | Martina Navrátilová      | 2-6, 6-3, 6-3        |
| 1987      | Steffi Graf             | Martina Navrátilová      | 6-4, 4-6, 8-6        |
| 1988      | Steffi Graf             | Nataša Zvereva           | 6-0, 6-0             |
| 1989      | Arantxa Sánchez Vicario | Steffi Graf              | 7-6(6), 3-6, 7-5     |
| 1990      | Monika Seleš            | Steffi Graf              | 7-6(6), 6-4          |
| 1991      | Monika Seleš            | Arantxa Sánchez Vicario  | 6-3, 6-4             |
| 1992      | Monika Seleš            | Steffi Graf              | 6-2, 3-6, 10-8       |
| 1993      | Steffi Graf             | Mary Joe Fernández       | 4-6, 6-2, 6-4        |
| 1994      | Arantxa Sánchez Vicario | Mary Pierce              | 6-4, 6-4             |
| 1995      | Steffi Graf             | Arantxa Sánchez Vicario  | 7-5, 4-6, 6-0        |
| 1996      | Steffi Graf             | Arantxa Sánchez Vicario  | 6-3, 6-7(4), 10-8    |
| 1997      | Iva Majoli              | Martina Hingis           | 6-4, 6-2             |
| 1998      | Arantxa Sánchez Vicario | Monika Seleš             | 7-6(5), 0-6, 6-2     |
| 1999      | Steffi Graf             | Martina Hingis           | 4-6, 7-5, 6-2        |
| 2000      | Mary Pierce             | Conchita Martínez        | 6-2, 7-5             |
| 2001      | Jennifer Capriati       | Kim Clijsters            | 1-6, 6-4, 12-10      |
| 2002      | Serena Williams         | Venus Williams           | 7-5, 6-3             |
| 2003      | Justine Henin-Hardenne  | Kim Clijsters            | 6-0, 6-4             |
| 2004      | Anastazija Miskina      | Jelena Dementjeva        | 6-1, 6-2             |
| 2005      | Justine Henin-Hardenne  | Mary Pierce              | 6-1, 6-1             |
| 2006      | Justine Henin-Hardenne  | Svetlana Kuznecova       | 6-4, 6-4             |
| 2007      | Justine Henin           | Ana Ivanović             | 6-1, 6-2             |
| 2008      | Ana Ivanović            | Dinara Safina            | 6-4, 6-3             |
| 2009      | Svetlana Kuznecova      | Dinara Safina            | 6-4, 6-2             |
| 2010      | Francesca Schiavone     | Samantha Stosur          | 6-4, 7-6(2)          |
| 2011      | Na Li                   | Francesca Schiavone      | 6–4, 7–6(7–0)        |
| 2012      | Marija Šarapova         | Sara Errani              | 6–3, 6–2             |
| 2013      | Serena Williams         | Marija Šarapova          | 6–4, 6–4             |
| 2014      | Marija Šarapova         | Simona Halep             | 6–4, 6–7(5–7), 6–4   |
| 2015      | Serena Williams         | Lucie Šafářová           | 6–3, 6–7(2–7), 6–2   |
| 2016      | Garbiñe Muguruza        | Serena Williams          | 7–5, 6–4             |
| 2017      | Jeļena Ostapenko        | Simona Halep             | 4–6, 6–4, 6–3        |
| 2018      | Simona Halep            | Sloane Stephens          | 3–6, 6–4, 6–1        |
| 2019      | Ashleigh Barty          | Markéta Vondroušová      | 6–1, 6–3             |
| 2020      | Iga Świątek             | Sofia Kenin              | 6–4, 6–1             |
| 2021      | Barbora Krejčikova      | Anastazija Pavljučenkova | 6–1, 2–6, 6–4        |
| 2022      | Iga Świątek             | Coco Gauff               | 6–1, 6–3             |
| 2023      | Iga Świątek             | Karolína Muchová         | 6–2, 5–7, 6–4        |
| 2024      | Iga Świątek             | Jasmine Paolini          | 6–2, 6–1             |
| 2025      | Coco Gauff              | Arina Sabalenka          | 6–7(5–7), 6–2, 6–4   |